# شيفرشتات
شيفراشتات (بالألمانية: Schifferstadt) هي بلدة ألمانية تقع في ألمانيا في راينلند بالاتينات. يقدر عدد سكانها بـ 19,587 نسمة .

## المدن التوأمة
مدن آيشاخ، فريدريك (ماريلاند) و Löbejün هي مدن توأمة لـشيفراشتات.

## أعلام
- بيرند جيربر
- هيلغا ميس